# Zihlschlacht-Sitterdorf
Zihlschlacht-Sitterdorf est une commune suisse du canton de Thurgovie, située dans le district de Weinfelden.